# Liernasti obok
V gotski arhitekturi je liernasto terciarno rebro, ki povezuje eno rebro z drugim, v nasprotju s povezavo s sklepniki ali osrednjim sklepnikom. Nastala konstrukcija se imenuje liernasti obok ali zvezdni obok (poimenovan po obliki zvezde, ki nastane s povezovanjem liernov). Izraz lierne izhaja iz francoskega lier (zavezati).
V Angliji se je lierne začel uporabljati v decorated arhitekturnem obdobju 14. stoletja. Gloucestrska stolnica je dober primer liernastega oboka. V Franciji se pojavljajo primeri v Flamboyant arhitekturi, kot je cerkev Saint-Pierre v Caenu.
Diagram oboka kora Ely prikazuje rebra kot dvojne črte. Glavno vzdolžno grebensko rebro (srednje navpične črte) in prečna grebenska rebra (izmenične vodoravne črte) se sekajo v osrednjih izboklinah (veliki krogi). Vzdolžno grebenasto rebro poteka po sredini kora, prečna grebenasta rebra pa segajo od vrha vsakega okna ob straneh kora. Od stebrov med okni, od okov do osrednjih sklepnikov segajo ločna diagonalna rebra, od začetnega kamna do glavnega vzdolžnega grebenskega rebra pa se raztezajo ločna prečna rebra (izmenične vodoravne črte). Sekundarna obokana diagonalna rebra, imenovana pomožna rebra, se raztezajo od začetnega kamna do prečnih grebenskih reber. Lierni (osenčeno črno) se raztezajo med drugimi rebri in tvorijo zapleten vzorec.
Opomba: v francoski terminologiji, ki se nanaša na arhitekturo, je lierne grebensko rebro in ima zato drugačen pomen.
- Liernasti obok v ladji Chestrske stolnice
- Marijina kapela stolnice Ely v Elyju v Cambridgeshiru
- Vzhodni del Gloucestrske stolnice s perpendicular liernastim obokom